# José Vela
José Vela fue un futbolista mexicano. Fue inscrito en un Campeonato de Reservas Profesionales en donde quedaron en 4.º. Lugar a Nivel Profesional. Cuando se crea la Segunda división mexicana, el Club Zacatepec es inscrito, saliendo invictos, con sólo dos empates en todo el campeonato, y ascendiendo a Primera división mexicana en la temporada 1950-1951. Fue campeón en 1951. Posteriormente, fue entrenador del equipo Club Zacatepec.

## Clubes en los que jugó
- Club Zacatepec (1945-?)